# Sloanea pittieriana
Sloanea pittieriana là một loài thực vật có hoa trong họ Côm. Loài này được Steyerm. miêu tả khoa học đầu tiên năm 1952.